# Mihălașa Nouă, Telenești
Mihălașa Nouă este un sat din cadrul orașului Telenești din raionul Telenești, Republica Moldova.